# Јован Вељковић (глумац)
Јован Вељковић (Врање, 26. фебруар 1997) српски је позоришни, филмски и телевизијски глумац и аматерски боксер.

## Биографија
Вељковић је рођен 26. фебруара 1997. године у Врању.
Дипломирао је глуму на Академији драмских уметности у Новом Саду.
Кратки филм Освета, у коме Јован игра главну улогу, био је једини српски представник на филмском фестивалу Онтарио Интернатионал Филм Фестивал 2020 у Торонту у Канади у 2020. години.

## Улоге у позоришту
| Наслов             | Улога                       | Редитељ          | Позориште                       | Премијера           |
| ------------------ | --------------------------- | ---------------- | ------------------------------- | ------------------- |
| Сан смешног човека |                             | Јован Вељковић   | Центар културе Владичин Хан     | 25. јануар 2017.    |
| Помози мени        | Милан                       | Марко Стојичић   | Центар културе Владичин Хан     | 28. септембар 2017. |
| На дну             | Аврам                       | Борис Исаковић   | Академско позориште Промена     | 07. април 2019.     |
| Коса               | Алтман                      | Петер Телихаји   | Позориште младих                | 5. децембар 2019.   |
| Злочин и казна     | Порфирије Петрович          | Борис Лијешевић  | Академско позориште Промена     | 2019.               |
| Прослава           | Хелге                       | Борис Лијешевић  | Југословенско драмско позориште | 04. јул 2021.       |
| Госпођица Јулија   | Гоци                        | Харис Пашовић    | Опера и театар Мадленијанум     | 29. октобар 2021.   |
| Нерођена девојка   | Царевић                     | Дарко Ковачевски | Позориште Бора Станковић        | 5. децембар 2021.   |
| Међа               | Миша                        | Ненад Недељковић | Позориште Бора Станковић        | 17. октобар 2022.   |
| Зјапина            | NN                          | Стефан Гајић     | Позориште Зоран Радмиловић      | 17. децембар 2023.  |
| Неки важан човек   | Раде Пашић                  | Жељко Хубач      | Позориште Зоран Радмиловић      | 16. октобар 2024.   |
| Галеб              | Илија Атанасијевич Шамрајев | Филип Виноградов | Позориште Бора Станковић        | 12. децембар 2024.  |
| Танго              | Артур                       | Ксенија Крнајски | Позориште Зоран Радмиловић      | 25. март 2025.      |

## Филмографија
| Год.   | Назив                    | Улога                  | Напомена         |
| ------ | ------------------------ | ---------------------- | ---------------- |
| 2010-е |                          |                        |                  |
| 2017.  | Мотел                    | Станко                 | кратки филм      |
| 2019.  | Челкаш                   | Крчмар                 | кратки филм      |
| 2019.  | Освета                   | Никола                 | кратки филм      |
| 2020-е |                          |                        |                  |
| 2020.  | Неки бољи људи           | Борис Вујков           | ТВ серија, 2 еп. |
| 2021.  | Љубав испод златног бора | Лука                   | ТВ серија, 5 еп. |
| 2023   | Пад                      | Стојан Маслаћ          | ТВ серија, 8 еп. |
| 2023   | Убице мог оца            | високи крупни болничар | ТВ серија, 8 еп. |
| 2023   | Пешчане плаже Марса      | Сатара                 |                  |